# 11e sessie van de Commissie voor het Werelderfgoed

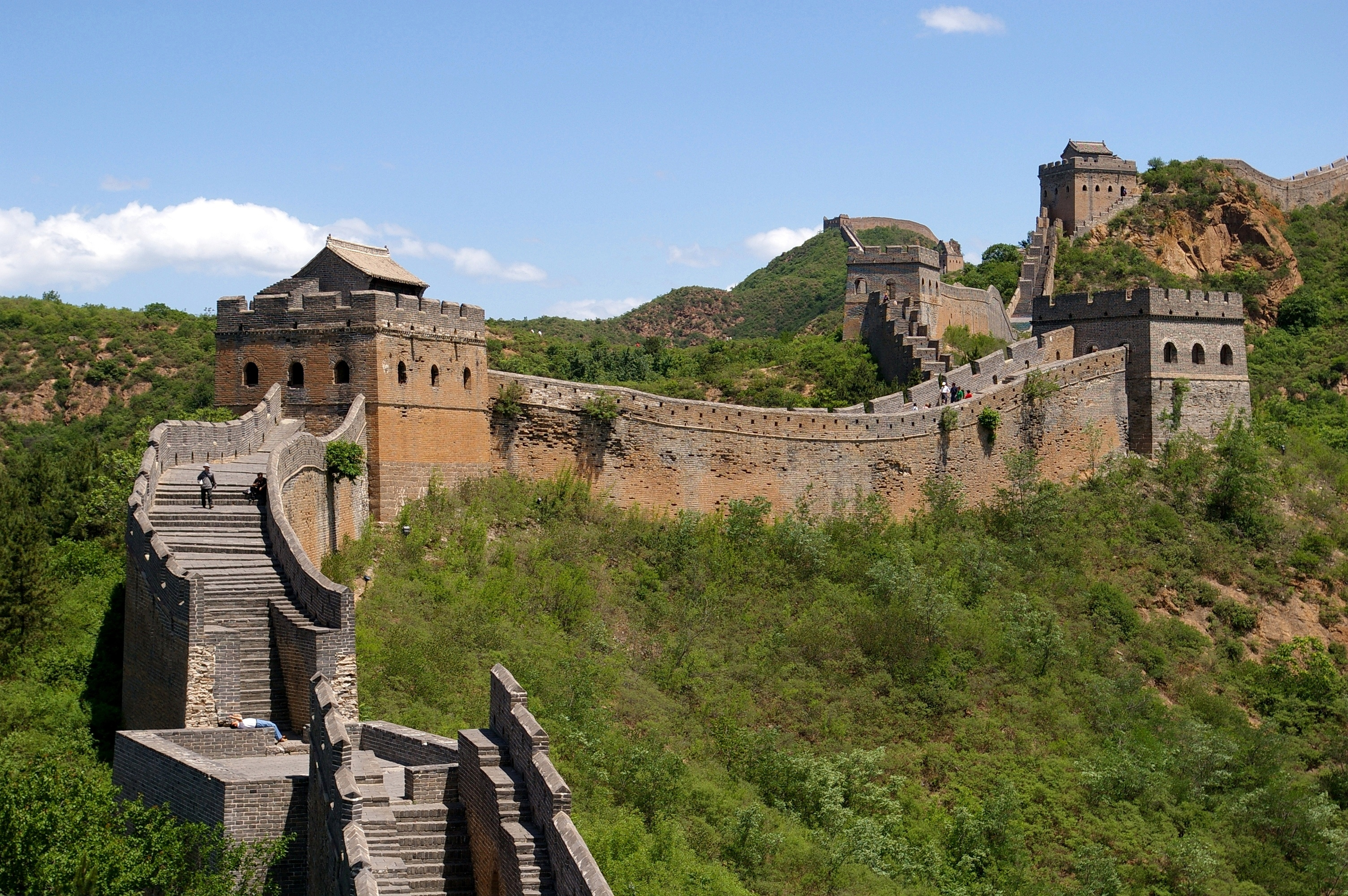
Chinese Muur

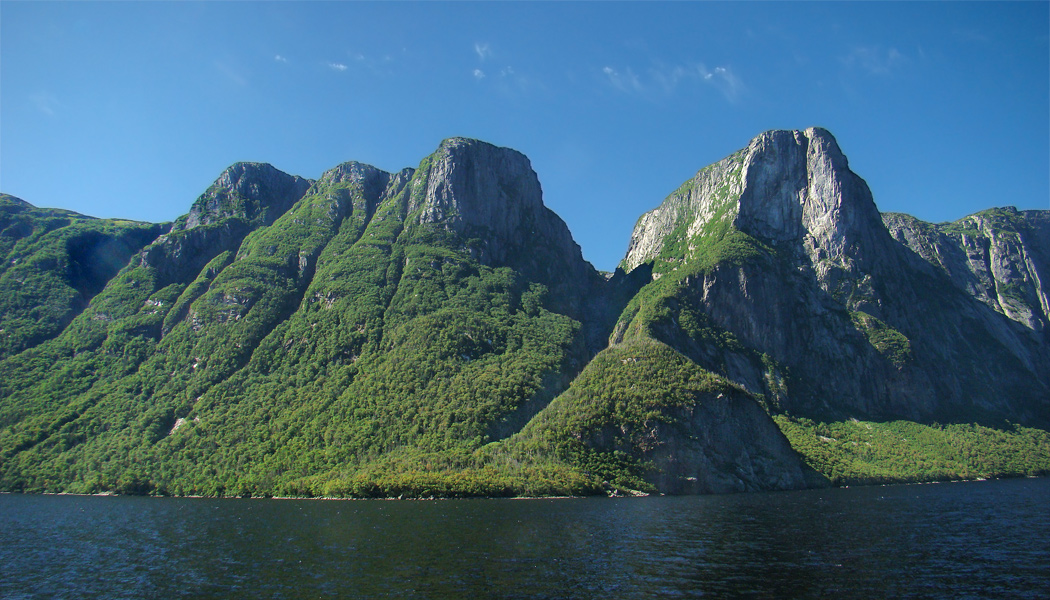
Nationaal park Gros Morne in Canada

De 11e sessie van de Commissie voor het Werelderfgoed van UNESCO vond van 7 december tot 11 december 1987 plaats in Parijs in Frankrijk. Op de tafel lagen 61 dossiers. Er werden hiervan 41 nieuwe omschrijvingen aan de werelderfgoedlijst toegevoegd. Hiervan waren 32 dossiers met betrekking tot cultureel erfgoed, 1 met betrekking tot gemengd erfgoed en 8 met betrekking tot natuursites. Op de rode lijst werden geen locaties toegevoegd. Het totale aantal inschrijvingen komt hiermee op 287 (211 cultureel erfgoed, 11 gemengde omschrijvingen en 65 natuurlijk erfgoed).

## Wijzigingen in 1987
In 1987 zijn de volgende locaties toegevoegd:

### Cultureel erfgoed
- Bolivia: Potosí
- Brazilië: Brasilia
- Duitsland / Verenigd Koninkrijk: Grenzen van het Romeinse Rijk (gedeeltelijk in het Verenigd Koninkrijk; uitgebreid in 2005 en 2008)
- Duitsland: Hanzestad Lübeck
- Griekenland: Archeologisch Delphi
- Griekenland: Akropolis van Athene
- Hongarije: Boedapest, waaronder de Donauoevers, het Burchtdistrict van Boeda en de Andrássyboulevard (uitgebreid in 2002)
- Hongarije: Oud dorp Hollókő en omgeving
- India: Monumentengroep bij Pattadakal
- India: Grotten van Elephanta
- India: Chola-tempels (uitgebreid in 2004)
- Italië: Venetië met zijn lagune
- Italië: Domplein van Pisa (uitgebreid in 2007)
- Marokko: Kasba van AitBenHaddou
- Mexico: Precolumbiaanse stad en nationaal park Palenque
- Mexico: Historisch centrum van Mexico-Stad en Xochimilco
- Mexico: Precolumbiaanse stad Teotihuacán
- Mexico: Historisch centrum van Oaxaca en archeologisch Monte Albán
- Mexico: Historisch centrum van Puebla
- Oman: Fort Bahla
- Spanje: Kathedraal, Alcázar en het Archivo General de Indias in Sevilla
- Turkije: Nemrut Dağı
- Verenigd Koninkrijk: Blenheim Palace
- Verenigd Koninkrijk: Stad Bath
- Verenigd Koninkrijk: Palace of Westminster, Westminster Abbey, en St. Margaret's Church
- Verenigde Staten van Amerika: Monticello en University of Virginia in Charlottesville
- Verenigde Staten van Amerika: Chacocultuur
- China: Chinese Muur
- China: Keizerlijke paleizen van de Ming- en Qing-dynastieën in Peking en Shenyang (uitgebreid in 2004)
- China: Mogaogrotten
- China: Mausoleum van de eerste Qin-keizer (Terracottaleger)
- China: Vindplaats van de Pekingmens in Zhoukoudian

### Gemengd erfgoed
- China: Heilige berg Taishan

### Natuurerfgoed
- Australië: Nationaal park Uluṟu-Kata Tjuṯa (uitgebreid in 1994 door erkenning op basis van culturele criteria tot gemengd erfgoed)
- Canada: Nationaal park Gros Morne
- India: Nationaal park Sundarbans
- Kameroen: Wildreservaat Dja
- Mexico: Sian Ka'an
- Peru: Nationaal park Manú
- Tanzania: Nationaal park Kilimanjaro
- Verenigde Staten van Amerika: Nationaal park Hawaï Volcanoes

### Uitbreiding
In 1987 werd een locatie uitgebreid, met name:
- Australië: Nationaal park Kakadu (erkenning 1981, latere uitbreiding 1992)

### Verwijderd van de rode lijst
In 1987 zijn geen locaties verwijderd van de rode lijst.

### Toegevoegd aan de rode lijst
In 1987 zijn geen locaties toegevoegd aan de rode lijst.
1977 · 
1978 · 
1979 · 
1980 · 
1981 · 
1982 · 
1983 · 
1984 · 
1985 · 
1986 · 
1987 · 
1988 · 
1989 · 
1990 · 
1991 · 
1992 · 
1993 · 
1994 · 
1995 · 
1996 · 
1997 · 
1998 · 
1999 · 
2000 · 
2001 · 
2002 · 
2003 · 
2004 · 
2005 · 
2006 · 
2007 · 
2008 · 
2009 · 
2010 · 
2011 · 
2012 · 
2013 · 
2014 · 
2015 · 
2016 · 
2017 · 
2018 · 
2019 · 
2020-2021 ·
2022-2023 ·
2024 ·
2025